# Lea Horowitz
Lea Horowitz, o Sara Rebeka Rachel Lea Horowitz, fue una escritora del siglo XVIII que vivió en Polonia y escribió en hebreo, arameo y yiddish. Conocida sobre todo por su erudición y escribir Tkhine imohes.

## Trayectoria
Las actividades de Lea Horowitz tuvieron lugar en el siglo XVIII en Europa del Este . Pasó la mayor parte de su vida en Bolechów, que entonces estaba en Polonia (actualmente Ucrania ). Sus padres fueron Jakob Jokel ben Meir ha-Lewi Horowitz y Rejzel bat Heszl, Lea era uno de sus siete hijos. Los tres hermanos Horowitz se convirtieron en rabinos, entre los cuales Isaac Horowitz fue el más distinguido. Lea se casó dos veces, pero no hay información sobre su descendencia.
Horowitz tenía un buen conocimiento del Talmud y la Cábala. Su conocimiento del Talmud es confirmado por el cronista Ber de Bolekhiv, quien en uno de sus recuerdos la describe como una mujer excepcionalmente talentosa que le ayudó a comprender un fragmento cuando era un niño de doce años. Otra referencia al conocimiento de Horowitz está en la obra anónima de Sefer Ozar Sihot Hakhamim, que la muestra como una gran erudita en el Talmud, y también cita su discusión con una mujer igualmente educada.

## Tkhine imohes
Clave en la biografía de Horowitz es la creación de Tkhine imohes, que es una oración en tres idiomas para el Sabbat antes del Año Nuevo. El hecho de que Lea dejara un trabajo escrito es sorprendente en comparación con las costumbres de la época.   
Tkhinne imohes consta de tres elementos: una introducción en hebreo, un poema litúrgico en arameo y una prosa parafraseando un poema escrito en yiddish. En la introducción trata el tema de los deberes de las mujeres hacía sus maridos que deben asumir la perspectiva tradicional puesto que deben obedecer sus órdenes; la propia oración incluye un ruego a las matriarcas para la intercesión y afirma que la oración y las lágrimas de las mujeres tienen poder redentor, y, por tanto, deberían ser ofrecidas en favor de Shekinah, el espíritu femenino de la sabiduría. Básicamente su mensaje es que las mujeres tienen que aprovechar al máximo los poderes que se les otorgan en sus roles tradicionales y que sus poderes son más grandes de los que ellas creen.